# Liste von Persönlichkeiten der Stadt Marienberg
Die Liste von Persönlichkeiten der Stadt Marienberg enthält Personen, die in der Geschichte der sächsischen Stadt Marienberg im Erzgebirgskreis eine nachhaltige Rolle gespielt haben. Es handelt sich dabei um Persönlichkeiten, die Ehrenbürger, hier geboren oder gestorben sind oder in Marienberg und den heutigen Ortsteilen gewirkt haben.
Für die Persönlichkeiten aus den nach Marienberg eingemeindeten Ortschaften siehe auch die entsprechenden Ortsartikel.

## Ehrenbürger
1964: Elfriede Spiegelhauer geb. Uhlig (1934–2013), Skilangläuferin, Ehrenbürgerin von Pobershau

## Bürgermeister ab 1821
- 1821–1827: Heinrich August Jahn
- 1832–1847: Friedrich Gotthelf Wagner
- 1847–1854: Conrad Eduard Löhr
- 1855–1862: Friedrich Heinrich Oskar Hanisch
- 1863–1894: Bruno Ferdinand Germann
- 1894–1915: Gustav Alexander Carl
- 1915–1927: Johannes Walther Heinze
- 1927–1945: Carl Herbert Peuckert
- Januar bis Oktober 1946: Kurt Jehmlich
- November bis Dezember 1946: Gerthold Kunze
- 1947–1948: August Eigenbrodt
- 1949–1950: Curtpaul Neubert
- 1950–1960: Helmut Berger
- Mai bis August 1960: Anton Schatka
- 1960–1965: Karl Schönherr
- 1965–1983: Gottfried Braune
- 1983–1990: Karl-Heinz Binus
- 1990–1992: Birgit Walther
- 1992–2015: Thomas Wittig
- seit 2015: André Heinrich[1]

## Söhne und Töchter der Stadt
Die folgenden Personen sind in Marienberg oder den heutigen Ortsteilen der Stadt geboren. Ob sie ihren späteren Wirkungskreis in Marienberg hatten oder nicht, ist dabei unerheblich.

### Persönlichkeiten der Frühen Neuzeit

Heinrich Leonhard Heubner

- Paul Schürer (* 1504), Glasmacher und Gründer der nordböhmischen Glashütte Falkenau bei Kittlitz, geboren in Ansprung
- Elias Vogel (um 1528–nach 1596), sächsischer Hofbeamter, Dresdner Ratsherr und Bürgermeister
- Daniel Schönherr (1545–1609), kursächsischer Jurist und 1597 sowie 1600 Bürgermeister der Stadt Leipzig
- Andreas Gartner (vor 1566–nach 1619), Sprichwörtersammler[2]
- Daniel Hänichen (1566–1619), Lehrer und Theologe, geboren in Zöblitz
- Michael Lohr (1591–1654), Kreuzkantor
- David Pohle (1624–1695), Komponist
- Christoph Donat (1625–1706), Orgelbauer
- Cornelius Klemm (1628–1682), Bergbeamter, Bürgermeister von Sangerhausen und Bergvogt
- Friedrich Strunz (1680–1725), Philologe
- Johann Christian Schmid (1715–1788), kursächsischer Bergkommissionsrat und Bergvogt
- Caspar Siegmund Schmid (1724–1802), Bergbeamter, Zehntner und Bergvogt, Inspektor des Bergstifts in Eisleben
- Johann Christian Techelmann (1726–1799), Bergmeister
- Christian Wilhelm Friedrich Schmid (1739–1806), Oberbergamtsassessor und Oberbergmeister
- Carl Christian Meinhold (1740–1827), Buchdrucker, Inhaber der Hofbuchdruckerei in Dresden
- Carl Gottfried Baldauf (1751–1811), Bergingenieur
- Gottlob Sigismund Donner (1753–1823), lutherischer Theologe
- Adolph Lobegott Peck (1766–1801), evangelischer Pfarrer und Chronist, geboren in Lauterbach

### Persönlichkeiten des 19. Jahrhunderts

Woldemar Freiherr von Biedermann

- Christian Ehrenfried Wilhelm Wagner (1771–1829), evangelischer Theologe, Schulrat, Autor und Waisenhausdirektor
- Heinrich Leonhard Heubner (1780–1853), lutherischer Theologe des 19. Jahrhunderts, geboren in Lauterbach
- Carl August Abmeyer (1797–1875), Kantor und Organist
- Christian Gottlob Lorenz (1804–1873), Philologe, Pädagoge und Historiker, geboren in Hüttengrund
- Woldemar Freiherr von Biedermann (1817–1903), Jurist, Literaturhistoriker und Goetheforscher
- Moritz von Biedermann (1818–1899), Generalmajor
- Carl Gottlieb Gottschalk (1824–1887), Bergbeamter und Hochschullehrer, geboren in Pobershau
- Karl Hugo Huppert (1832–1904), Chemiker und Mediziner, wirkte ab 1872 als Professor für angewandte medizinische Chemie an die Universität Prag, an der er 1895/1896 auch als Rektor fungierte, und beschäftigte sich insbesondere mit der Entstehung von körpereigenen Substanzen und ihrem Nachweis in Körperflüssigkeiten
- Moritz Reinhard Drechsler (1845–1917), Politiker
- Eduard Just (1846–1913), Chemiker, der sich in Österreich als Unternehmer betätigte

### Persönlichkeiten des 20. Jahrhunderts
- Georg von Zobel (1853–1921), sächsischer Generalleutnant
- Hugo Rösch (1861–1933), Verleger und Herausgeber
- Kurt von Reyher (1862–1925), sächsischer Generalleutnant
- Emil Richard Wagner (1871–1950), Komponist
- Paul Oppermann (1872–1944), Generalmajor
- Grete Baldauf-Würkert (1878–1962), Heimatschriftstellerin aus dem Erzgebirge, die sich als Dichterin aus dem Flöhatal einen Namen machte, geboren in Sorgau
- Emil Meinhold (1878–1955), Radrennfahrer und Schrittmacher, geboren in Pobershau
- Hans Steinhoff (1882–1945), Filmregisseur
- Olga Körner (1887–1969), Protagonistin der deutschen Arbeiterbewegung, geboren in Rübenau
- Erich Lang (1895–1940), Heimatdichter des sächsischen Erzgebirges, geboren in Satzung
- Luise Pinc, geb. Seifert (1895–1982), erzgebirgische Mundartdichterin und Sängerin, geboren in Satzung
- Horst Hunger (1902–1986), Ministerialbeamter, Offizier und Bundesrichter
- Erich Fürchtegott Heeger (1907–1959), Pflanzenbauwissenschaftler, Direktor eines Instituts für Sonderkulturen an der Universität Leipzig, erforschte die wissenschaftlichen Grundlagen für den Anbau von Arznei- und Gewürzpflanzen in Deutschland
- Helmut Berger (1913–2010), Bergingenieur und Hochschullehrer
- Ilse van Heyst (1913–?), Schriftstellerin und Übersetzerin
- Walter Kaaden (1919–1996), Ingenieur und Motorenkonstrukteur, geboren in Pobershau
- Horst Heidrich (1920–1992), Generalforstmeister und stellvertretender Minister für Land-, Forst- und Nahrungsgüterwirtschaft der DDR, geboren in Satzung
- Gerhard Pfeifer (1921–2003), Kieferchirurg und Hochschullehrer, geboren in Satzung
- Werner Haupt (1923–2005), Bibliothekar und Sachbuchautor mit dem Themenschwerpunkt deutsches Militär im Zweiten Weltkrieg
- Alfred Kaden (1925–2015), Forstmeister und Autor sowie Natur- und Heimatschützer im sächsischen Erzgebirge, geboren und gestorben in Kühnhaide
- Gottfried Reichel (1925–2015), Bildschnitzer, geboren in Pobershau
- Rolf Schnabel (1925–1999), Dokumentarfilmer
- Wolfgang Iser (1926–2007), Anglist und Literaturwissenschaftler
- Jutta Walther-Schönherr (1928–2016), Grafikerin
- Elfriede Spiegelhauer geb. Uhlig (1934–2013), Skilangläuferin, geboren in Pobershau und Ehrenbürgerin von Pobershau (1964)
- Karlheinz Hengst (* 1934), Onomastiker
- Gudrun Ritter (* 1936), Schauspielerin
- Gottfried Fischborn (1936–2020), Autor, Professor für Theater- und Literaturwissenschaft
- Wolfram Böhme (1937–2011), Lyriker und erzgebirgischer Mundartdichter, geboren in Zöblitz
- Siegfried Schmieder (1939–2010), Archivar und Publizist
- Hans-Dietrich Sasse (* 1940), Hockeyspieler
- Wolfgang Haustein (1941–2022), Fußballspieler und -trainer
- Christian Preißler (* 1942), Ingenieur und Politiker (SPD)
- Wolfgang Buschmann (* 1943), Schriftsteller, geboren in Rittersberg
- Reinhart Sasse (* 1943), deutscher Hockeyspieler
- Andreas Eckhardt (* 1943), Musikwissenschaftler
- Ingrid Siepmann (1944–1982, verschollen), Bankräuberin
- Christian Renatus (* 1947), Politiker (LDPD)
- Lothar W. Kroh (* 1951), Chemiker und Universitätsprofessor
- Ulrich Langer (* 1952), Mathematiker und Hochschullehrer
- Gunter Schmieder (* 1957), Nordischer Kombinierer
- Christfried Böttrich (* 1959), lutherischer Theologe
- Michael Rudolf (1961–2007), Satiriker, Verleger und der „Bartmörder“ im „Barbier von Bebra“
- Gerd Taube (* 1962), Theaterwissenschaftler und Hochschullehrer
- Ines Geißler (* 1963), Schwimm-Olympiasiegerin
- Torsten Görlitzer (* 1964), Rennrodler
- Anja Naumann (* 1968), Staatssekretärin
- Bettina Uhlig (* 1969), Kunstpädagogin und Hochschullehrerin
- Elia van Scirouvsky (* 1970), Schriftsteller
- Alexander Kunze (* 1971), Fußballspieler
- Janko Neuber (* 1971), Skilangläufer
- Alexander Peukert (* 1973), Rechtswissenschaftler
- Falk Gernegroß (* 1973), Maler
- Jörg Markert (* 1973), Politiker (CDU)
- Robert Ide (* 1975), Journalist, Autor
- Kristin Schütz (* 1975), Politikerin (FDP)
- Matthias Looß (* 1975), Nordischer Kombinierer
- Frank Müller (* 1977), Politiker (SPD)
- Christoph Seifert (* 1977), Motorradrennfahrer

### Persönlichkeiten des 21. Jahrhunderts

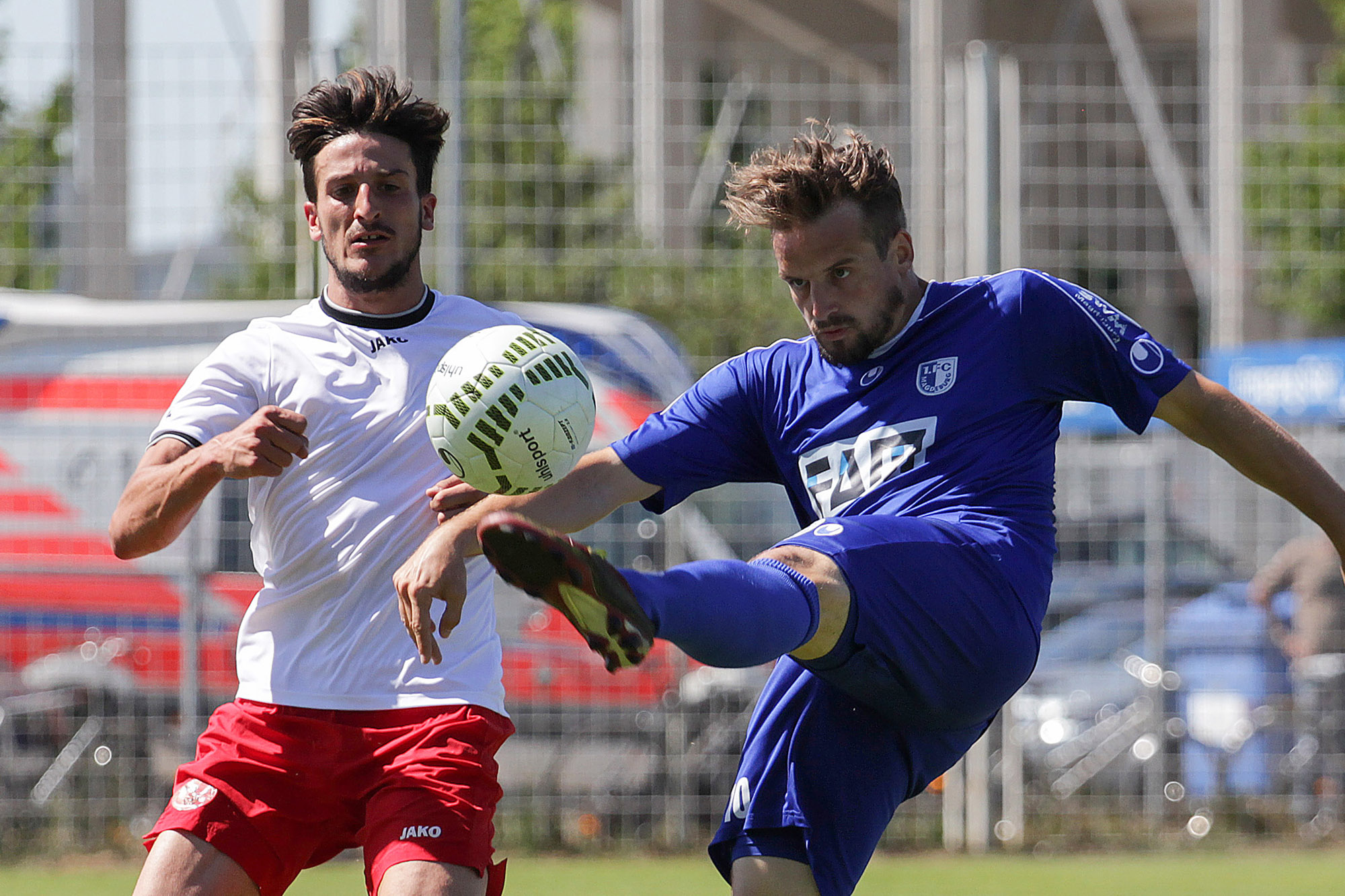
Marcel Schlosser (rechts, 2015)

- Kay Bernstein (1980–2024), Unternehmer und Präsident von Hertha BSC
- Tom Reichelt (* 1982), Skilangläufer
- Beate Meißner (* 1982), Politikerin (CDU)
- Katja Schönherr (* 1982), Schriftstellerin und Journalistin
- Marcel Schlosser (* 1987), Fußballspieler, geboren in Pobershau

## Persönlichkeiten, die in Marienberg gestorben sind

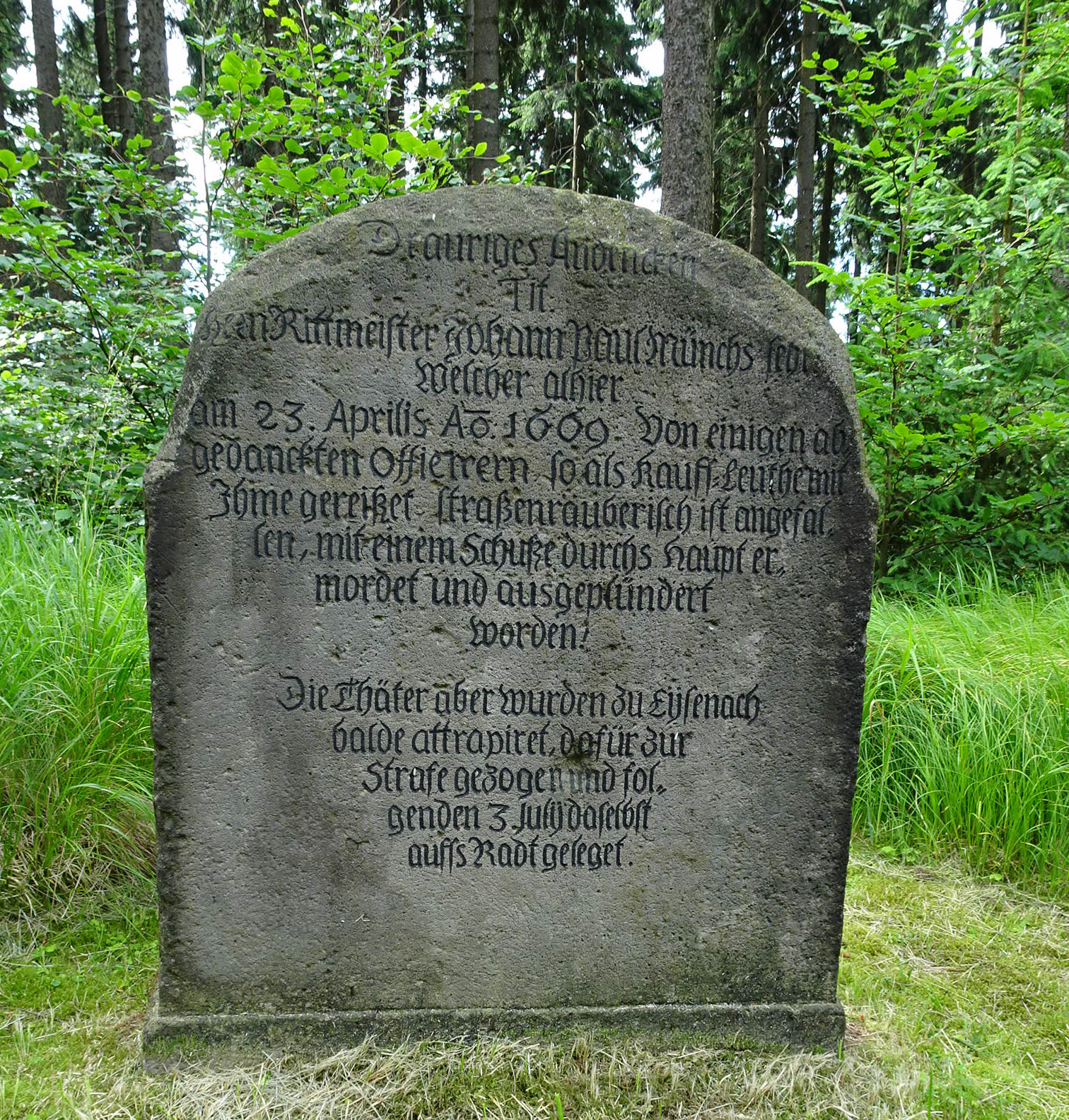
Totenstein für Paul von Münch im Wald bei Reitzenhain

- Johannes Criginger (1521–1571), Lehrer, Schriftsteller, schuf 1568 die erste gestochene Landkarte von Böhmen, Meißen und Thüringen
- Paul von Münch (1641–1669), sächsischer Dragoner-Offizier, der in Reitzenhain einem spektakulären Mordanschlag zum Opfer fiel. Der Totenstein bei Marienberg erinnert daran.
- Johann August Landvoigt (1715–1766), Jurist und Flötist
- Martin Tille (1883–1956), Landschaftsmaler
- Oscar Schönherr (1903–1968), Komponist und Musiker

## Persönlichkeiten, die mit der Stadt in Verbindung stehen

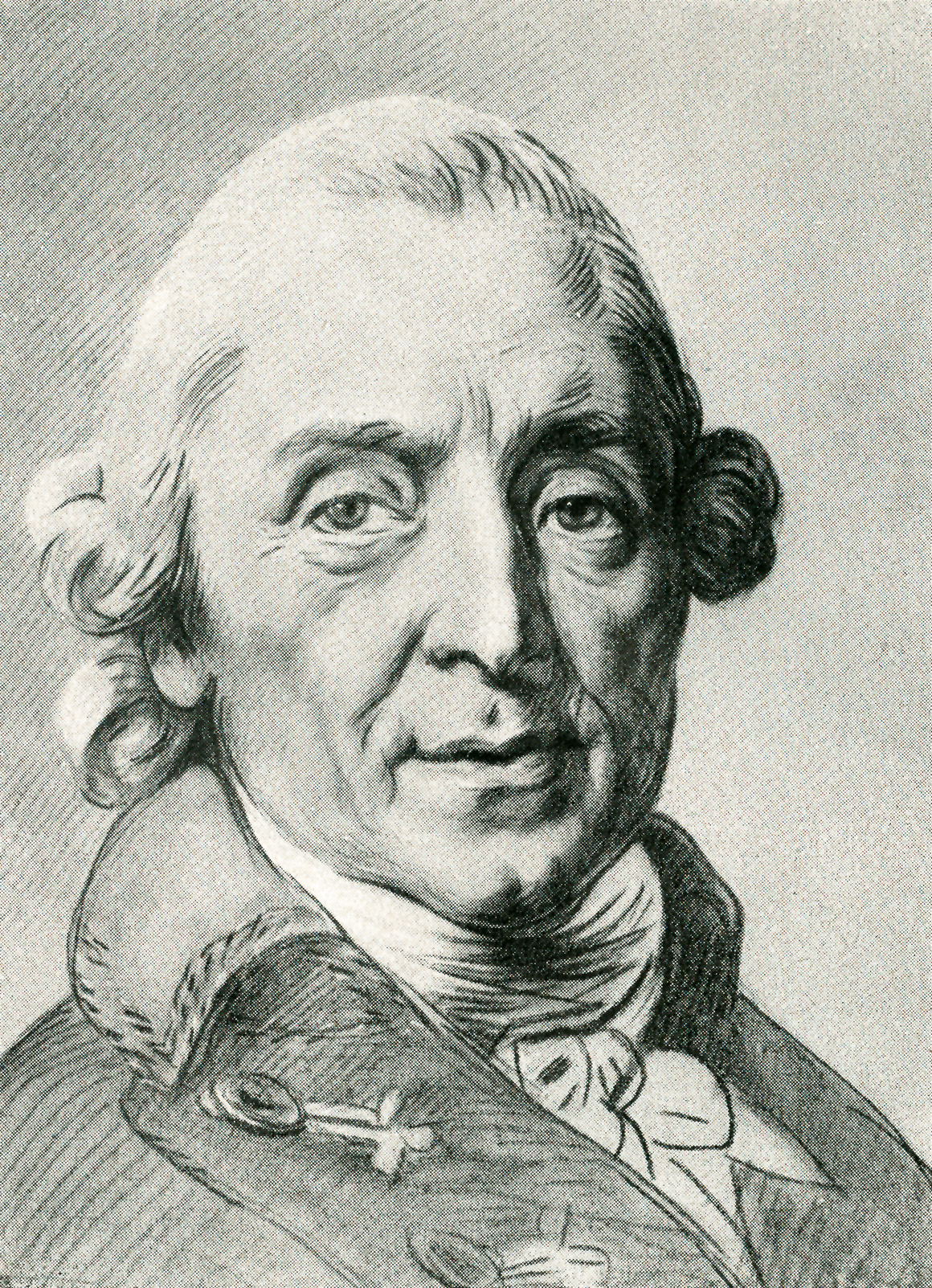
Friedrich Wilhelm Heinrich von Trebra (um 1810)

- Ulrich Rülein von Calw (1465–1523), Humanist, Arzt, Montanwissenschaftler, Mathematiker, Geodät und Astrologe
- Heinrich der Fromme (1473–1541), von 1539 bis 1541 Herzog von Sachsen, Gründer und Förderer von Marienberg, an ihn erinnert ein Denkmal auf dem Marktplatz
- Adam Ries (1492/1493–1559), Rechenmeister
- Johannes Rivius (1500–1553), Pädagoge, Humanist, Theologe
- Wilhelm Steinbach (1691–1752), Pfarrer und Chronist in Zöblitz
- Carl Wilhelm Hering (1790–1871), Pfarrer und Chronist in Zöblitz
- Johann Ehrenfried Wagner (1724–1807), Pfarrer in Marienberg und Stifter des örtlichen Waisenhauses
- Friedrich Wilhelm Heinrich von Trebra (1740–1819), Oberberghauptmann
- Carl Eduard Schubert (1830–1900), Orgelbauer
- Max Wappler (1860–1932), Schuldirektor und Vorsitzenden des Erzgebirgszweigvereins Zöblitz
- Horst Meischner (1904–1977), Oberschuldirektor und Politiker (NDPD)
- Albrecht Kohlsdorf (* 1953), Kommunalpolitiker (CDU), lebt in Pobershau
- Tom Unger (* 1985), Politiker (CDU)
- Erik Simon (* 1987), Skispringer